# 대구 배씨
대구 배씨(달성 배씨)(大邱 裵氏)는 대구광역시 달성군을 관향으로 하는 성씨이다. 경상북도 경산 지역의 세거 성씨로, 시조는 고려 시대에 달성군(達城君)에 봉해진 배운룡(裵雲龍)이다. 경상북도 경산군 자인면 읍천리에 가장 큰 집성촌이 있다.

## 역사
도시조 지타(祗沱)는 신라의 육촌(六村) 가운데 금산가리촌(金山加利村)의 촌장으로 박혁거세(朴赫居世)를 신라 초대 왕으로 추대한 공으로 개국 공신으로 총재 태사(冢宰太師)에 올랐다.
32년 금산가리촌이 한지부(漢祗部)로 바뀌고 배씨를 사성하면서 배씨가 시작되었다. 시조 배운룡은 고려의 개국 공신이자 경주 배씨의 시조인 배현경(裵玄慶)의 현손인 배사혁(裵斯革)의 셋째 아들이다..

## 인물
- 배정지(裵廷芝, 1259 ~ 1322) : 고려 후기의 무신, 고려 충렬왕 때 별장으로 연기에 침입한 거란군을 격파하였으며, 충숙왕 때 일어난 김성(金成)의 탐라 반란사건을 진압하는데 공을 세워 밀직부사가 되었다.
- 배성경(裵成慶) : 고려 공민왕 때 과천에 침입한 홍건적과 맞서 싸우다 아들 광유(光裕)와 함께 순절하였다.
- 배정란 : 고려시대에 도원수를 지냈다.
- 배천경 : 고려시대에 판추밀원사를 거쳐 동경윤을 지냈으며 달성군에 봉해졌다.
- 배함경 : 고려시대에 홍건적을 토벌하는데 공을 세웠으며 검교장군을 지냈다.
- 배인경 : 조선시대에 우간의대부를 거쳐 고주의 수령이 되었으며 그곳을 잘 다스려 고부군에 봉해졌다.
- 배익신 : 조선시대에 청송 부사를 지냈다.
- 배협 : 임진왜란 때 의병을 일으켜 진주성을 사수하였으나 성이 함락되자 남강에 몸을 던져 순절하였다.
- 배상옥 : 전라남도 무안지역의 동학농민운동 대접주.

### 현대 인물
- 배명인 - 제33대 법무부 장관
- 배명국 - 제11·12·14대 국회의원
- 배만운 - 전 대법관

## 과거 급제자
달성 배씨는 조선시대 문과 급제자 7명을 배출하였다.
문과
배경후(裵慶垕) 배성유(裵聖兪) 배수동(裵壽仝) 배숙기(裵淑綺) 배익신(裵益臣) 배진명(裵晉明) 배철순(裵哲淳)
무과
배명록(裵命祿) 배상도(裵尙度) 배상준(裵尙俊) 배성두(裵成斗) 배세일(裵世逸)
배우량(裵友良) 배운봉(裵雲奉) 배이발(裵二發) 배준(裵俊) 배진량(裵晉良)
배천경(裵天京) 배한주(裵漢柱) 배후도(裵後度) 배흥준(裵興俊)
생원시
배경국(裵經國) 배면주(裵冕周) 배세령(裵世寧) 배수정(裵守貞) 배수형(裵守亨)
배엽(裵曄) 배우현(裵禹玄) 배위(裵緯) 배정신(裵鼎臣) 배진신(裵震臣)
배홍업(裵弘業) 배환(裵絙) 배훤(裵暄) 배흘(裵紇) 배경업(裵敬業)
진사시
배기(裵紀) 배덕유(裵德裕) 배상선(裵相善) 배세익(裵世益) 배숙기(裵淑綺)
배원순(裵元淳) 배정좌(裵正佐) 배수동(裵壽仝) 배세녕(裵世寧) 배형손(裵亨孫)

## 본관
대구(大邱)는 대구광역시의 지명이다. 신라시대에 달구화현(達句火縣) 또는 달구벌(達句伐)이라 불렸다. 757년(신라 경덕왕 16)에 대구현(大丘縣)으로 개칭하여 양주(良州)의 영현이 되었다. 대구현은 1018년 경산부(京山府)의 속현이 되었으나 1143년(인종 21) 현령을 둠으로써 승격하였다. 조선시대인 1394년(태조 3)에 대구현은 수성현과 해안현(海安縣)을 관할하게 되었으며 1419년(세종 1)에 군으로, 1466년에 도호부로 승격했다. 1601년(선조 34) 경상감영이 설치되면서 경상도의 중심지가 되었다. 1780년(정조 4)에 대구(大丘)를 대구(大邱)로 변경하였으며, 1895년에 대구군이 되었다. 1914년 대구면이 대구부로 승격하고 나머지는 달성군이 되었다. 1949년에는 대구시로 개편되었고, 1981년에 대구직할시로 승격되었으며, 1995년 대구광역시로 개편하면서 달성군을 통합하였다.

## 집성촌
- 대구광역시 북구 읍내동
- 경상북도 칠곡군 지천면 영오리
- 전라남도 무안군 청계면 청천리
- 전라남도 무안군 청계면 태봉리
- 전라남도 영암군 시종면 구산리
- 전라남도 함평군 신광면 유천리
- 전북특별자치도 고창군 해리면 광승리
- 전북특별자치도 순창군 유등면 외이리

## 항렬자
| 30세                 | 31세                    | 32세                 | 33세                    | 34세                 | 35세                    | 36세                 | 37세                    | 38세                 | 39세                    | 40세                | 41세                    | 42세                 | 43세                    | 44세                 | 45세                    | 46세                 | 47세                    | 48세                 | 49세                    | 50세                 |
| -------------------- | ----------------------- | -------------------- | ----------------------- | -------------------- | ----------------------- | -------------------- | ----------------------- | -------------------- | ----------------------- | ------------------- | ----------------------- | -------------------- | ----------------------- | -------------------- | ----------------------- | -------------------- | ----------------------- | -------------------- | ----------------------- | -------------------- |
| 한(漢) 윤(潤) 기(淇) | ○식(植) ○모(模) ○권(權) | 환(煥) 병(炳) 계(啓) | ○두(斗) ○규(奎) ○성(星) | 석(錫) 진(鎭) 종(鍾) | ○수(洙) ○태(泰) ○순(淳) | 동(東) 상(相) 병(秉) | ○열(烈) ○묵(默) ○희(熙) | 세(世) 시(時) 달(達) | ○현(鉉) ○용(鏞) ○호(鎬) | 영(泳) 제(濟 언(彦) | ○수(秀) ○우(祐) ○채(綵) | 창(昌) 일(日) 면(冕) | ○기(箕) ○표(表) ○혁(赫) | 장(璋) 금(錦) 기(琦) | ○해(海) ○호(浩) ○홍(鴻) | 병(柄) 계(桂) 근(根) | ○엽(燁) ○섭(燮) ○겸(謙) | 성(聖) 재(在) 기(基) | ○흠(欽) ○탁(鐸) ○전(銓) | 원(源) 홍(洪) 낙(洛) |

## 인구
- 1985년 대구 배씨(1,330가구, 5,319명) + 달성 배씨( 9,777가구, 41,268명) = 46,587명
- 2000년 대구 배씨(2,171가구, 7,169명) + 달성 배씨(18,831가구, 61,104명) = 68,273명
- 2015년 대구 배씨 38,589명 + 달성 배씨 39,353명 = 77,942명